# Złotniki (Ukraina)

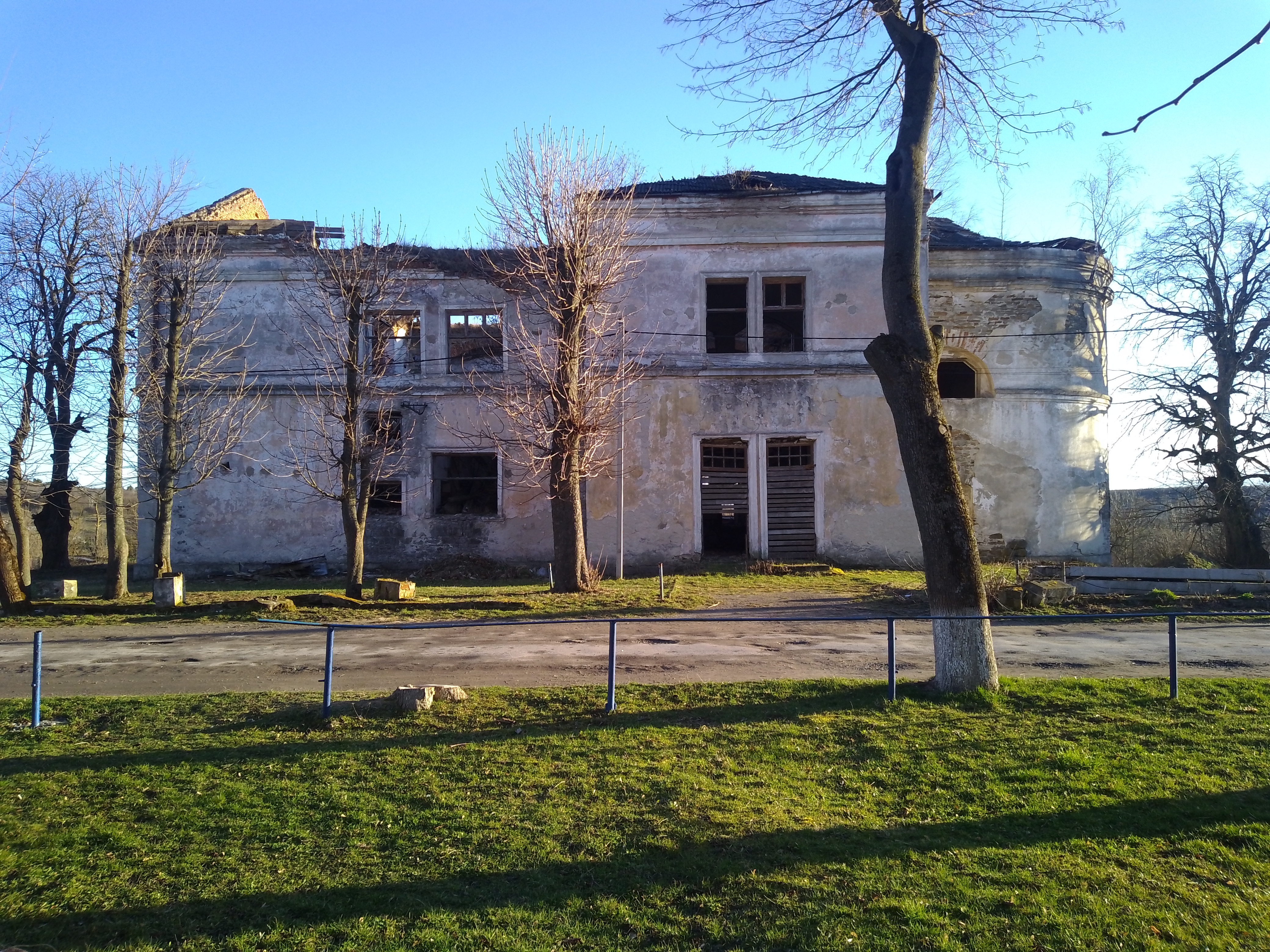
Pozostałości kościoła św. Stanisława

Złotniki (ukr. Золотники, Zołotnyky) – wieś na Ukrainie w rejonie tarnopolskim obwodu tarnopolskiego.

## Historia
W 1485 r. miejscowość otrzymała prawa miejskie.
W 1664 Konstancja Słupecka, żona Wojciecha Karola Czosnowskiego herbu Kolumna, wraz ze siostrami sprzedała Ulińskiej część Złotnik w powiecie trembowelskim.
W II Rzeczypospolitej miejscowość była siedzibą gminy wiejskiej Złotniki w powiecie podhajeckim województwa tarnopolskiego. W lutym 1940 r. NKWD zesłało na Syberię 6 polskich rodzin (ok. 30 osób). W 1944 nacjonaliści ukraińscy z OUN-UPA zamordowali tutaj 30 Polaków.
W czasie okupacji niemieckiej mieszkająca tutaj polska rodzina Sawków ukrywała Żydów, za co w 1992 roku Instytut Jad Waszem uhonorował tytułami Sprawiedliwych wśród Narodów Świata Józefa i Antoninę Sawków oraz ich córkę Malwinę Gerc z d. Sawko.
W latach 1984–1991 – osiedle typu miejskiego.
Do 2020 w rejonie trembowelskim.

## Zabudowania
- zamek[4] – obecnie nie istnieje.
- dwór-pałacyk wybudowany na przełomie XVIII w. i XIX w. przez Pileckich[5]
- W 1937 w Złotnikach otwarto Dom Ludowy[6]